# جين بوفير
جين بوفير (بالفرنسية: Madame Guyon )‏ (و. 1648 – 1717 م) هي كاتبة سير ذاتية، وكاتِبة، ومتصوفة، من فرنسا، ولدت في مونتارغيس، توفيت في بلوا، عن عمر يناهز 69 عاماً.

## روابط خارجية
- جين بوفير على موقع الموسوعة البريطانية (الإنجليزية)